# Christopher Zabel

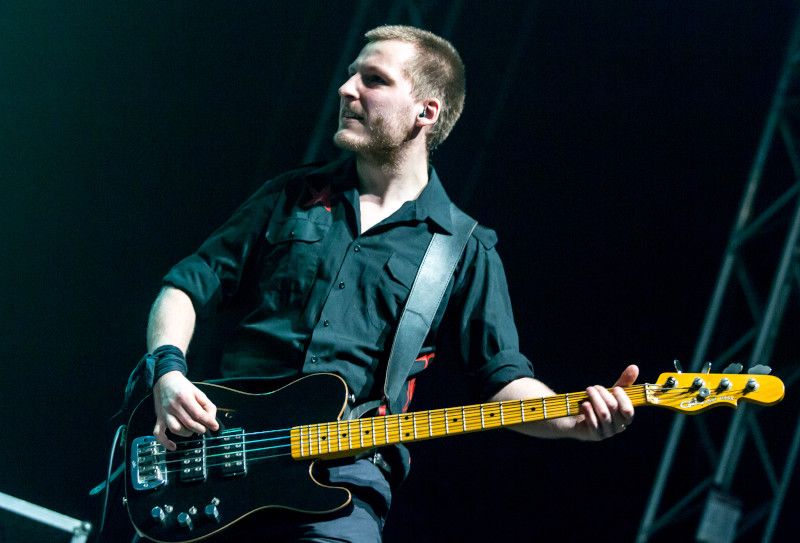
Christopher „Kiki“ Kabel (2023)

Christopher „Kiki“ Zabel  (* 22. Juli 1988 in Berlin) ist ein deutscher Bassist und Musiker. Er spielt vornehmlich E-Bass und Kontrabass.

## Leben

### Jugend und Ausbildung
Bereits vor Ende seiner Schulzeit traf Christopher „Kiki“ Zabel die Entscheidung, sein Leben dem E-Bass zu widmen. Er begann mit 15 Jahren mit der Ausbildung zum Bassisten. Parallel nahm er Klavier-/Komposition-/Arrangement-Unterricht. 2011 schloss er den Kontaktstudiengang Popularmusik an der Hochschule für Musik und Theater Hamburg (HfMT Hamburg) erfolgreich ab. Darüber hinaus fing er in dieser Zeit mit ersten Auftritten als Bassist an. Er spielte bei diversen Bands in Berlin.

### Professionelle Karriere

#### Die Skeptiker und Strom
2007 begann die professionelle Karriere von Christopher „Kiki“ Zabel. Er trat als Bassist in die Band Strom ein. Fünf Jahre lang spielte er in dieser Punk-Rock-Formation. Zur Band gehörten außerdem Highko Strom, Gesang und Gitarre und Rolf Brendel, Drums.
Zabel wurde 2008 Teil von Die Skeptiker. Die Skeptiker ist eine 1986 in Ost-Berlin gegründete Punkband. Sie war eine der bedeutendsten Punkrock-Gruppen der DDR, konnte sich auch nach der Wende und bis heute in der gesamtdeutschen Musikszene etablieren.
Mit Die Skeptiker spielte er unter anderem 2013 das Album „AUFSTEHN“ ein. Mit der Band war Zabel bis zu seinem Ausscheiden 2018 zu ausgedehnten Tourneen vornehmlich in Deutschland, Österreich und der Schweiz unterwegs.
In dieser Zeit studierte Zabel weiterhin intensiv Bass, unter anderem bei der US-amerikanischen Bassistin Carol Kaye, Henry Mex (vor allem Kontrabass und Neue Musik) und dem Berliner Bassisten Simon Pauli.

#### Show- und Musikproduktionen
Darüber hinaus begann er 2018 Jahre als Bassist für die renommierte Showproduktion Stars in Concert zu spielen, wo er bis heute auch bei Shows wie „ABBA – Thank you for the Music“, „DIVAS“ und „Its all Musical“ Teil der Showband ist.
Schon davor war Zabel bei diversen Showproduktionen als Bassist engagiert, darunter ABBA-Shows, Filmmusik-Ensembles, sowie symphonischen Pop/Rock-Shows. Engagements, die er auch heute noch wahrnimmt.

#### The Adicts
Seit 2017 ist Zabel Bassist bei der legendären britischen Punk-Band The Adicts.
Zabel ist mit den Adicts mehrfach und ausgiebig auf Tournee. The Adicts spielten in ganz Nordamerika, Mexiko, Südamerika und Europa. Dazu zählte auch ein Auftritt beim Wacken Open Air 2019. Die Band trat mehrfach im Vorprogramm der Toten Hosen im Rahmen der Laune der Natour Tournee auf. Einer der Höhepunkte der Adicts Tournee in Lateinamerika 2018 war das Konzert im Rahmen des „Altavoz-Festivals“ in Medellín, Kolumbien. Neben weiteren Konzerten vornehmlich in den USA, spielten The Adicts beim Coachella Valley Music and Arts Festival 2024 in Indio im Coachella Valley in Kalifornien.

#### Kiki and the Heartbreakers, Basssonor und weitere Projekte
Zu den weiteren Projekten Zabels gehören vornehmlich die Bands Jawa, Kiki and the Heartbreakers, das experimentelle Bassensemble Basssonor und Zuckermaul:
Die Band Jawa gründete Zabel im Jahr 2018. Jawa, der Bandname, ist angelehnt an einen besonders bei Drachenbootrennen genutzten Schlachtruf. Die Band will mit Konventionen brechen und eine neue Form des Punk schaffen. Kritische deutschen Texte, ausgefeilten Rhythmen und nicht immer bequeme Töne sind Markenzeichen von Jawa.
Kiki and the Heartbreakers ist ein Trio, das groovige und lyrische Popmusik aller Art mit dem Sound eines akustischen Klaviertrios spielt.
Basssonor wurde 2018 von Henry Mex und Christopher „Kiki“ Zabel als Bass-Ensemble gegründet. Die Idee ist ausschließlich mit Kontrabässen und E-Bässen eine Musik zu spielen, die Elemente aus Neuer Musik und experimentellem Jazz verbindet.
2021 stieß Zabel als Bassist zu Zuckermaul, einer Band aus Berlin-Kreuzberg. Konzeptionell bedient Zuckermaul kein bestimmtes Genre. Es geht der Band vielmehr darum, durch das charakteristische Zusammenspiel der einzelnen Musiker, eigene Songs aus fast allen Genres zu präsentieren.
Zabel tritt bei allen Bands auch kompositorisch und mit Arrangements in Erscheinung.